# Cosmè Tura
Cosmè Tura, noto anche come Cosimo Tura (Ferrara, 1433 circa – Ferrara, 1495), è stato un pittore italiano.

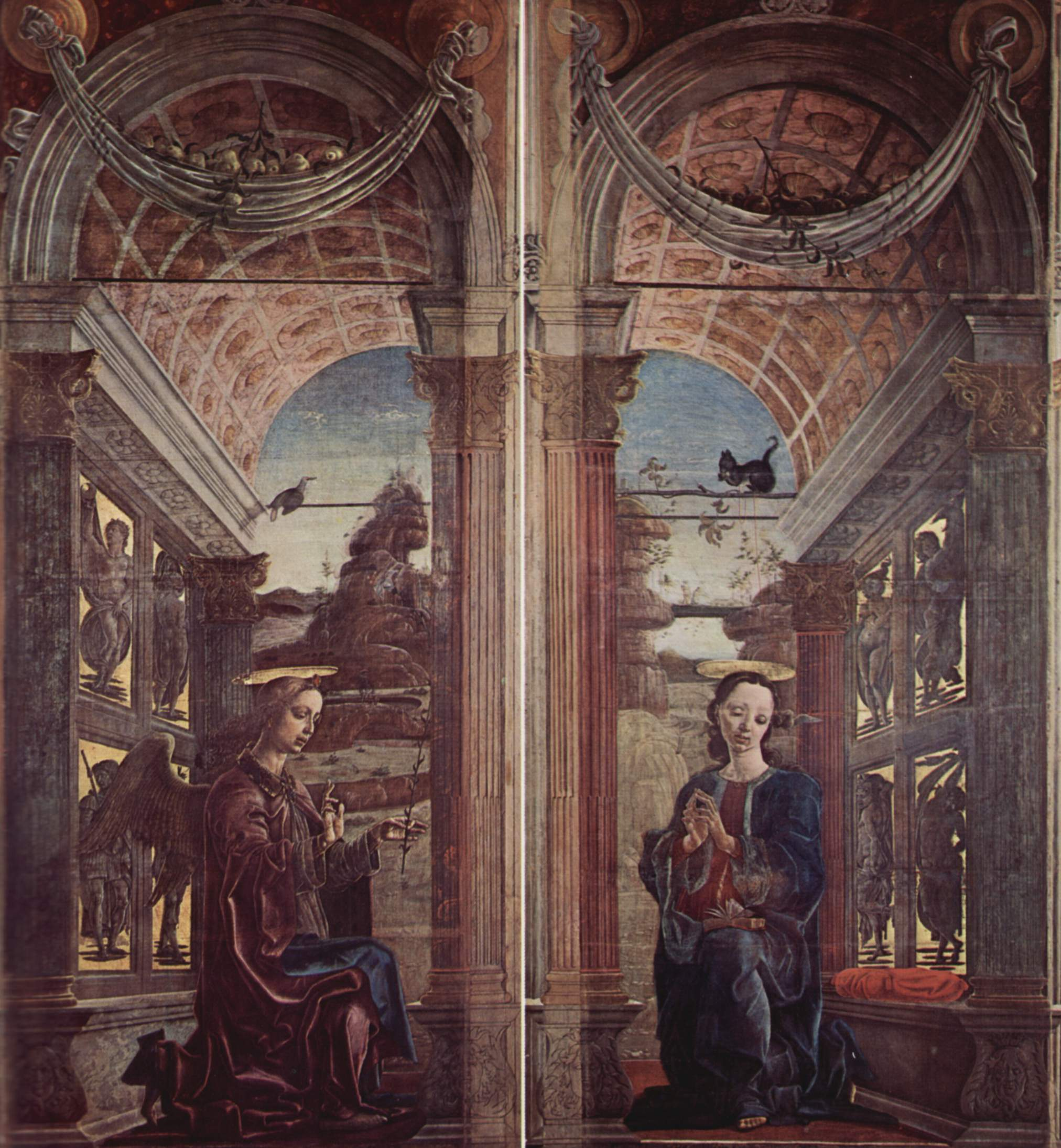
Annunciazione, Museo della Cattedrale di Ferrara

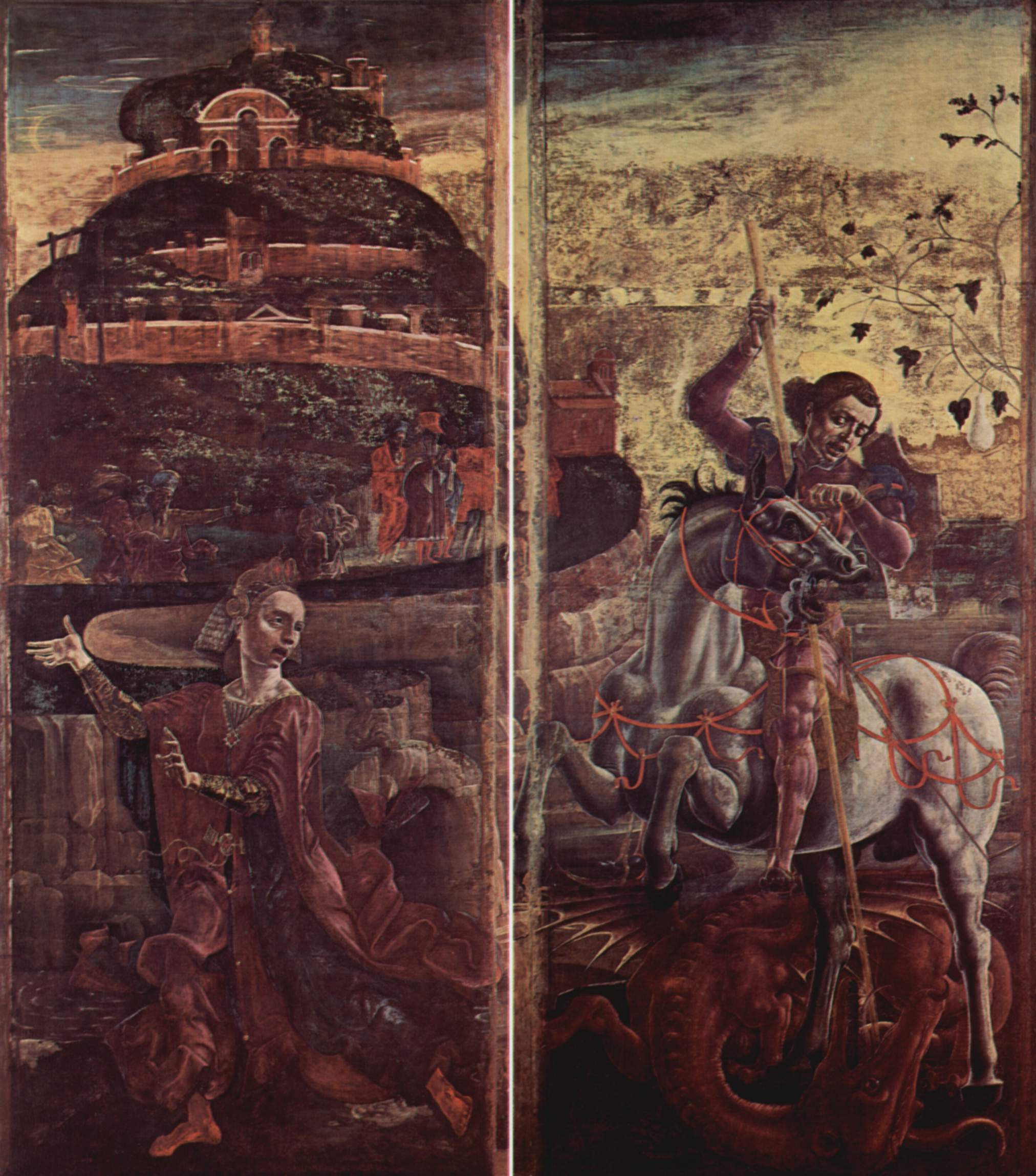
San Giorgio e la principessa, Museo della Cattedrale di Ferrara

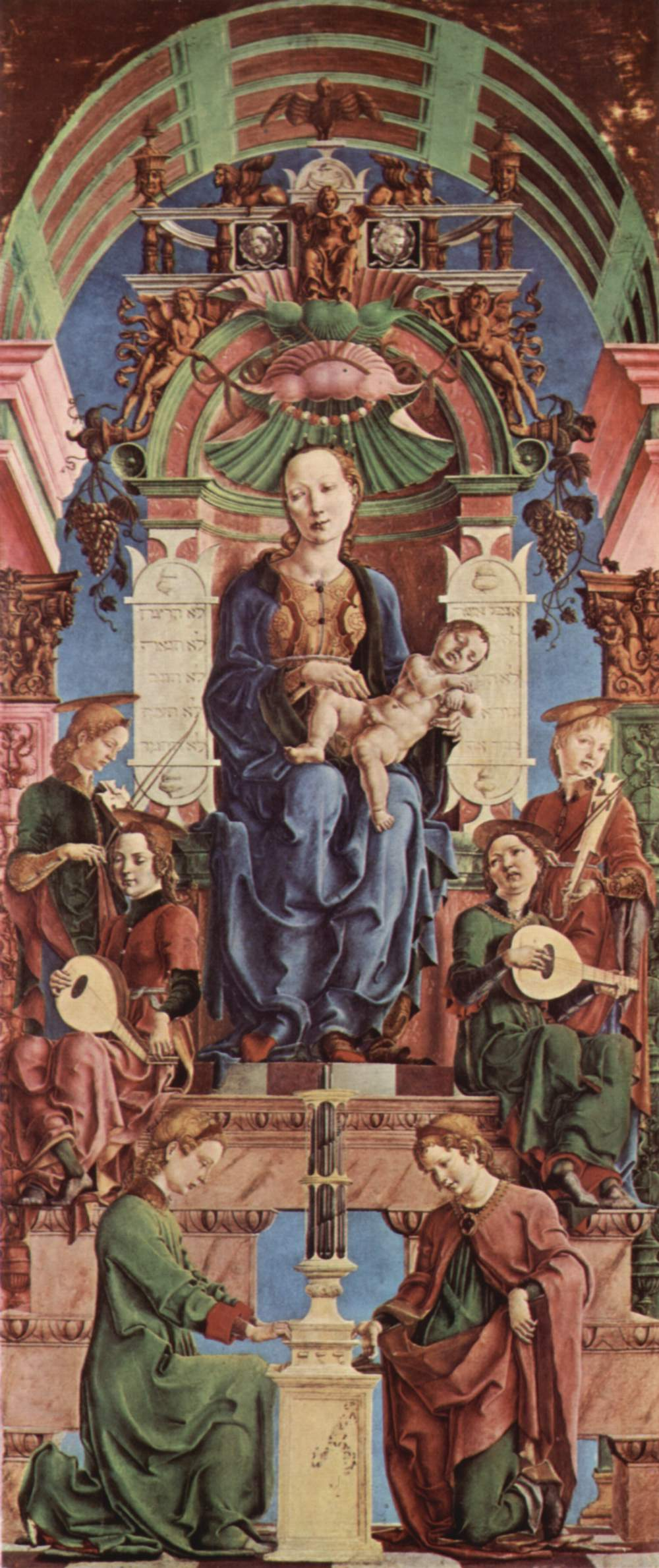
La Madonna Roverella

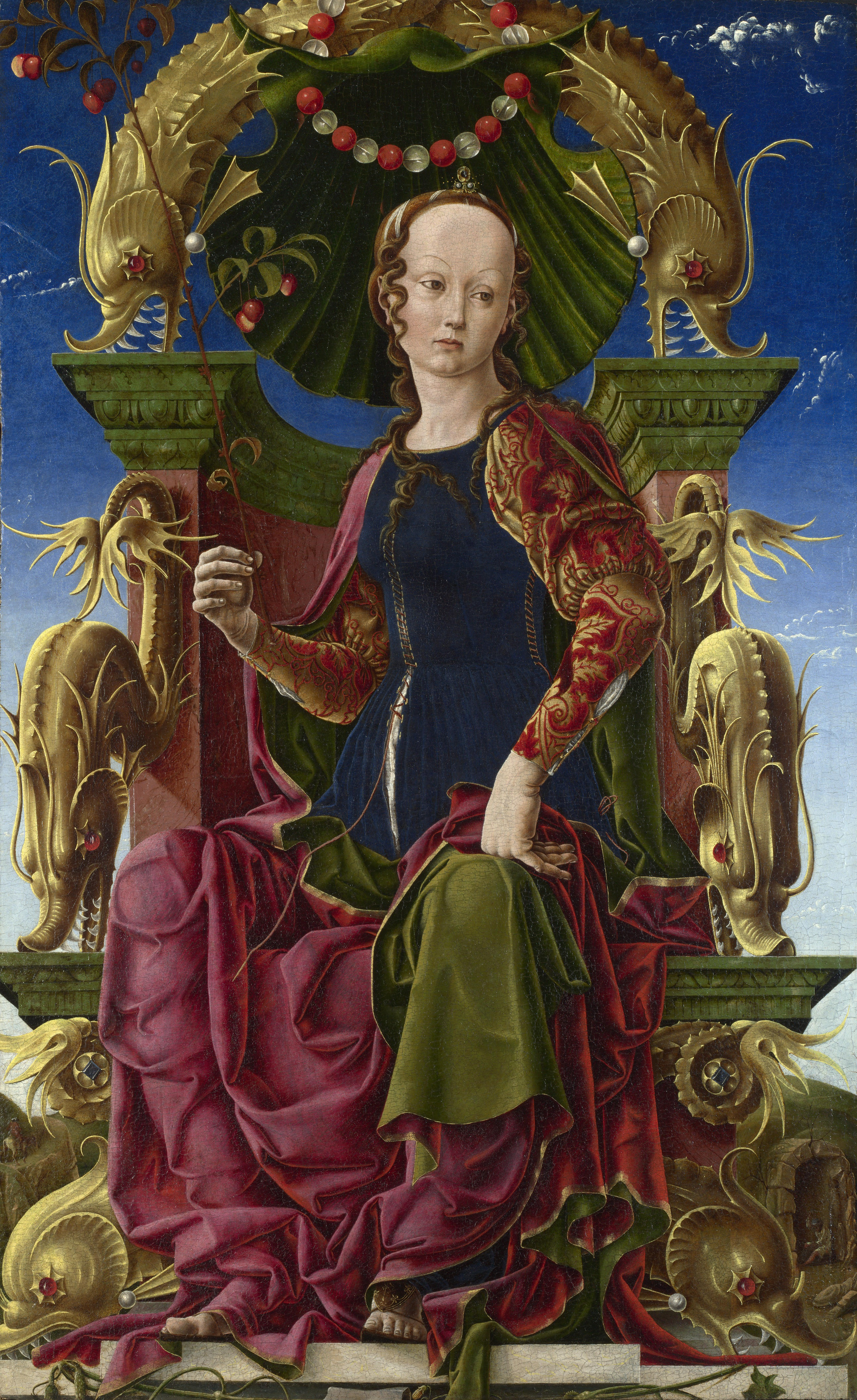
Calliope

Fu il pittore di corte degli Estensi, duchi di Ferrara, e si può considerare animatore e fondatore della scuola ferrarese, della quale fu uno dei rappresentanti di spicco.

## Biografia

### Formazione
Figlio di un calzolaio, Domenico. Non si hanno notizie sul suo apprendistato, che Vasari legava al misterioso Galasso Ferrarese, figura quasi mitica amico di Piero della Francesca.
I primi documenti che lo riguardano risalgono al biennio 1451-1452, quando per la corte estense decorò alcune bandiere con stemmi estensi per il loro Castello e un elmo-premio di un torneo. Questi lavori erano all'ordine del giorno nelle botteghe artistiche e rappresentavano una delle maggiori fonti di sostentamento. Forse ebbe modo di lavorare tra i miniatori di corte.
Dalla metà del 1452 all'aprile del 1456 non si hanno altri documenti sulla presenza di Tura a Ferrara, per cui si è ipotizzato che egli potesse aver intrapreso un viaggio, forse a Venezia e a Padova, come sembrano suggerire molti indizi stilistici nelle sue opere. Forse furono gli stessi Este a sponsorizzargli il viaggio di apprendistato, probabilmente interessati alle sue precoci doti artistiche. Lì era attiva la bottega di Francesco Squarcione, la più importante fucina di talenti dell'Italia settentrionale da cui uscirono molti maestri che diffusero lo stile rinascimentale come Carlo Crivelli, Michael Pacher e soprattutto Andrea Mantegna.
Dall'esperienza padovana Tura ricavò il gusto per un segno netto e tagliente e per un'esuberanza decorativa, con citazioni dell'antico, che portò poi a livelli estremi. Inoltre Squarcione filtrò le novità toscane portate a Padova da Donatello, consistenti nell'uso della prospettiva lineare, nelle linee forti e squadranti le forme e nella capacità di dare espressività alle figure.
Un altro maestro fondamentale fu Piero della Francesca, che forse incontrò a Ferrara nel 1458-1459, dal quale mutuò il senso per la costruzione spaziale geometrica, lo spirito monumentale e l'uso di una luce tersa e nitida che usò soprattutto negli sfondi. Il terzo impulso fondamentale fu l'opera dei fiamminghi visibili a Ferrara nelle collezioni marchionali, dai quali imparò il gusto per l'osservazione minuta dei dettagli e per la resa, con la pittura a olio, delle diverse consistenze dei materiali, dal luccichio delle gemme ai riflessi morbidi dei velluti.

### Sotto Borso d'Este
Nel 1456 Tura rientrò a Ferrara, dove diventò pittore in senso pieno, comparendo tra gli stipendiati di corte addirittura con domicilio nel castello, che testimonia l'incarico come pittore di corte, sostituendo Angelo Maccagnino, morto il 5 agosto di quell'anno. A Ferrara lavorò per Borso e Ercole I d'Este, e non partì più. Dotato di grande personalità e di multiformi capacità fu presente in tutte le manifestazioni artistiche della corte estense e i vari duchi che si succedettero, nei cinquant'anni successivi, lo utilizzarono nei più disparati lavori: gli artisti di corte dell'epoca non avevano una rigida specializzazione: fu anche scenografo nelle feste e nei tornei, decoratore di arredi, vesti, coperte, vasellame, e disegnatore di cartoni d'arazzo.
Tra le prime opere è documentata una lunetta (perduta) per la porta del Duomo. A questo periodo sono attribuite la Madonna col Bambino e santi del Museo Fesch di Ajaccio e la Madonna col Bambino della National Gallery di Washington.
Nel 1458 è documentato al lavoro nello studiolo di Belfiore, dove prosegue il lavoro di Maccagnino ridipingendo probabilmente anche alcune opere da lui avviate (Tersicore del Museo Poldi Pezzoli di Milano e Calliope della National Gallery di Londra).
Negli anni seguenti si occupò di affreschi, come nella cappella di Francesco Sacrati in San Domenico (1467) e le Storie della Vergine nella delizia di Belriguardo (1469-1472) per Borso d'Este, cicli entrambi perduti ma noti dalle fonti.
Nonostante siano anni di attività febbrile, restano di quel periodo solo le grandiose ante dell'organo del Duomo di Ferrara, pagate il 2 giugno 1469, dove dipinse su un lato l'Annunciazione e sull'altro San Giorgio e la principessa.
Una delle sue abitazioni a Ferrara fu certamente in via delle Vecchie, a lungo chiamata strada del Tura.

### Sotto Ercole I
Con la salita al potere di Ercole I d'Este (1471), Tura fu nominato ritrattista di corte, ruolo a cui si dedicò fino al 1486 quando venne sostituito dal più giovane Ercole de' Roberti.
Il Polittico Roverella, del 1470-1474, è oggi smembrato tra più musei. Dipinto per commemorare il vescovo di Ferrara Lorenzo Roverella, la parte centrale è alla National Gallery di Londra con la Madonna con il Bambino, seduta su un elaborato trono e attorniata da angeli musicanti.
Lavorò inoltre alle decorazioni di stanze, di studi e della biblioteca di Giovanni Pico della Mirandola. Non ebbe alcun ruolo nella direzione degli affreschi di Palazzo Schifanoia a Ferrara, una delle numerose residenze estensi, con il celebre Ciclo dei Mesi eseguito materialmente nel 1469 da Francesco del Cossa ed Ercole de' Roberti,  considerato il più grande saggio collettivo della scuola ferrarese nonché uno dei cicli pittorici più singolari del Rinascimento europeo.
Nonostante la fedeltà agli Estensi, ai quali diede il lavoro di tutta la sua vita e l'essere stato caposcuola di una schiera di artisti emiliani, Cosmè Tura morì stanco e povero, come è attestato da una sua lettera del 1490 al duca Ercole, al quale sollecitò il pagamento di una sua opera, forse il meraviglioso Sant'Antonio da Padova, attualmente alla Galleria Estense di Modena, affermando testualmente "Io non scio come potermi vivere et substentar in questo modo imperocché non mi trovo proffessione o facultate che mi substentino con la famiglia mia".
Le vicende della storia ferrarese, con la rovinosa parabola dei duchi a fine del Cinquecento, ha comportato la distruzione di gran parte dei suoi lavori.

## Stile
La pittura di Cosmé Tura è dotata di grande originalità nel panorama italiano del tempo, caratterizzandosi con composizioni fastosamente decorate e da un plasticismo quasi scultoreo delle figure, in un apparente realismo che appartiene alla fantasia più che alla realtà. I colori sono accesi e irreali, che fanno spesso sembrare i soggetti come metallici o lapidei, immersi in un'atmosfera tesa e surreale, di sapore onirico. Le esperienze derivate dall'arte cortese del gotico internazionale, con i loro intenti celebrativi, sono fuse e trasformate attraverso gli stimoli del Rinascimento padovano, di Piero della Francesca e della pittura fiamminga.
La ricerca minuziosa dei particolari e di paesaggi impossibili si ritrova più tardi in pittori della scuola danubiana.

## Opere

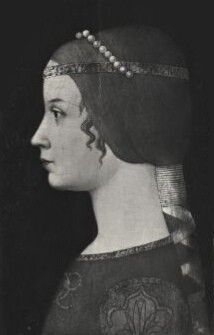
Ritratto di Beatrice d'Este, attribuito a Cosmè Tura.

- Ritratto Virile, 1450-1452, tempera su tavola, 30x21 cm, New York, Metropolitan Museum
- Tersicore, 1450-1460 circa, tempera su tavola, 117,5x81 cm, Milano, Museo Poldi Pezzoli
- Madonna con Bambino in un giardino, 1452, olio su tavola, 53x37 cm, Washington, National Gallery of Art
- Madonna con Bambino, una santa (Maddalena?) e san Girolamo, circa 1455, tela incollata su tavola, 153x111 cm, Ajaccio, Musée Fesch
- Madonna dello Zodiaco, 1459-1463, tempera su tavola, 61x41 cm, Venezia, Gallerie dell'Accademia
- Pietà (Cosmè Tura), 1460, olio su tavola, 47,7x33,5 cm, Venezia, Museo Correr
- Calliope, 1460, olio su tavola, 116x71 cm, Londra, National Gallery
- San Francesco riceve le stimmate, 1460 circa, miniatura, 18x17 cm, Washington, National Gallery of Art
- San Giorgio e il drago, 1460 circa, olio su tavola, 22x13 cm, Venezia, Fondazione Giorgio Cini
- Allegoria della Carità, 1463, Milano, Museo Poldi Pezzoli
- Agosto (attr.), 1468-1470 circa, affresco, 500×320 cm, Salone dei Mesi, Palazzo Schifanoia, Ferrara
- Annunciazione, 1469, tempera su tela, 349x305 cm, Ferrara, Museo del Duomo
- San Giorgio e la principessa, 1469, tempera su tela, 349x305 cm, Ferrara, Museo del Duomo
- San Giovanni Evangelista a Patmos, 1470 circa, tempera su tavola, 27x32 cm, Madrid, Museo Thyssen-Bornemisza
- Polittico Roverella, 1470-1474, olio e tempera all'uovo su tavola di pioppo
  - Madonna con Bambino in trono, 239x102 cm, Londra, National Gallery
  - Pietà e santi, 132x267 cm, Parigi, Musée du Louvre
  - Santi Maurelio e Paolo con Niccolò Roverella, Roma, Galleria Colonna
  - Circoncisione, tondo, diametro 38 cm, Boston, Isabella Stewart Gardner Museum
  - Fuga in Egitto, tondo, diametro 38 cm, New York, Metropolitan Museum
  - Adorazione dei Magi, tondo, diametro 38 cm, Cambridge, Fogg Art Museum
  - San Giorgio, 39x29 cm, San Diego, San Diego Museum of Art
- San Giovanni Battista, 1474 circa, tempera su tavola, 23x14 cm, Filadelfia, Philadelphia Museum of Art, John G. Johnson Collection
- San Pietro, 1474 circa, tempera su tavola, 23x14 cm, Filadelfia, Philadelphia Museum of Art, John G. Johnson Collection
- San Girolamo penitente, 1474, olio su tavola, 100x57 cm, Londra, National Gallery
- Cristo crocifisso, 1474 circa, tempera su tavola, 21x17 cm, Milano, Pinacoteca di Brera
- Cristo morto sorretto da due angeli, 1474, olio su tavola, 44,5x86 cm, Vienna, Kunsthistorisches Museum
- San Francesco d'Assisi e Angelo annunziante, 1475 circa, olio su tavola, 30x11 cm ciascuno, Washington, National Gallery of Art
- Vergine Annunziata e San Maurelio, 1475 circa, olio su tavola, 30x11 cm ciascuno, Washington, National Gallery of Art
- Giudizio di san Maurelio, 1475 circa, olio su tavola, tondo, diametro 48 cm, Ferrara, Pinacoteca nazionale
- Martirio di san Maurelio, 1475 circa, olio su tavola, tondo, diametro 48 cm, Ferrara, Pinacoteca nazionale
- Madonna col Bambino, 1475, olio su tavola, 45x30 cm, Bergamo, Accademia Carrara
- San Domenico, 1475, olio su tavola, 51x32 cm, Firenze, Galleria degli Uffizi
- Sant'Antonio da Padova, 1475 circa, olio su tavola, 71x31 cm, Parigi, Musée du Louvre
- San Giacomo Maggiore, 1475, olio su tavola, 74x31,3 cm, Caen, Musée des Beaux-Arts
- Vergine annunziata, 1475-1480 circa, tempera su tavola, 45x34 cm, Londra, National Gallery
- Sant'Antonio da Padova, 1484 circa, olio su tavola, 178x80 cm, Modena, Galleria Estense
- San Sebastiano, 1484 circa, olio su tavola, 75x32 cm, Berlino, Staatliche Museen
- San Cristoforo, 1484 circa, olio su tavola, 73x30 cm, Berlino, Staatliche Museen
- San Nicola di Bari, 1484 circa, olio su tavola, 74x77 cm, Nantes, Musée des Beaux-Arts
- Annunciazione, Richmond upon Thames, Collezione Cook
- Musico, Dublino, National Gallery of Ireland
- Madonna dello zodiaco, 1470 ca, Roma, Galleria Colonna[1].